# フスタート

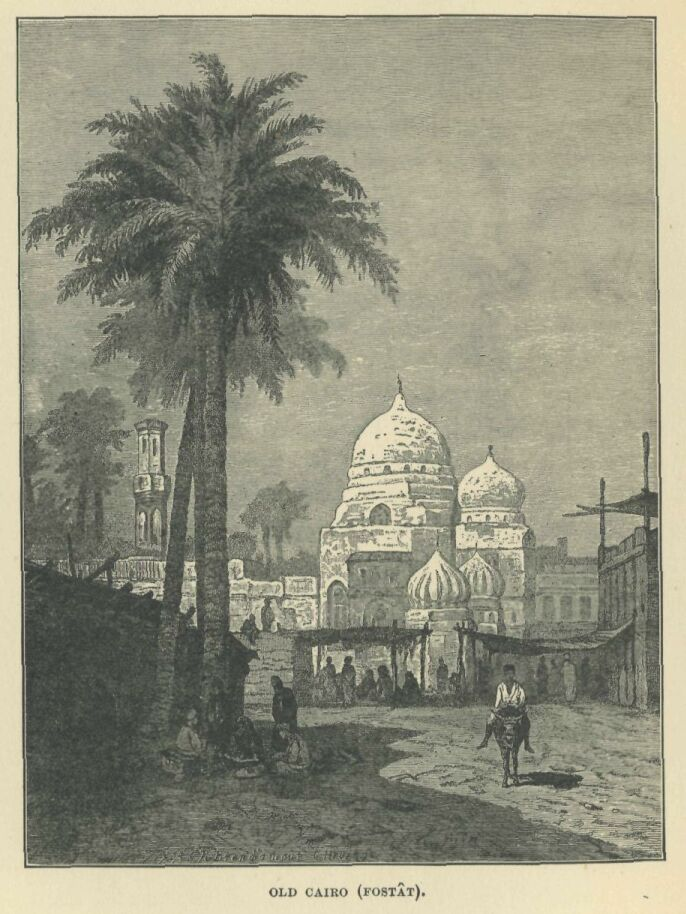
フスタートの風景（Rappoport's History of Egypt）

フスタート（アラビア語:الفسطاط）は、アラブ人の統治下となったエジプトにおいて、初めて首都となった都市である。641年に、アムル・イブン・アル＝アースによって、建設された。アムルの手によって、アフリカ最古のモスクであるアムル・イブン・アル＝アース・モスクが同時期に建設された。
フスタートの繁栄は12世紀に頂点を迎えた。そのときの人口は約20万人に達していた。1168年のシャーワルによる放火で灰燼に帰するまで、エジプトの商業の中心地であった。廃墟と化したフスタートにおいて残っていた区画は、969年以来、エジプトの行政の中心地であったカイロに吸収されることとなった。969年とは、アルジェリアで勃興し、エジプトを支配することで、カリフ位を宣言したファーティマ朝がカイロを建設した年である。それ以後のフスタートは、数百年間、廃墟として放置され、一部ではゴミ捨て場と化している。
今日のフスタートは、カイロ旧市街の一区画をなしているものの、首都としての機能していた時代から残っているものは少数であり、この地区は、考古学上の発見がなされる場所である。フスタートで発掘された考古資料はカイロにあるイスラーム芸術博物館において展示されている。

## エジプトの首都
フスタートが首都の1つとして機能していたのは、おおよそ500年間である。641年に建設されたフスタートは、アッバース朝がウマイヤ朝を打倒した750年に、ジャーリフの丘から北側が分割され、アル・アスカル市に組み込まれた。エジプトにおいて、ウマイヤ家とアッバース家の衝突は大きな焦点となることはなかったが、アッバース家は、マシュリク世界ではダマスカスからバグダードに首府を移したように、フスタートからフスタート北方の都市であるアル・アスカルへエジプトの拠点を移した。エジプトの首府がアル・アスカルに置かれていた期間は、750年から868年の間のことである。この期間は、アル・アスカルは新軍事都市、フスタートはミスル・アル・アティーカ（古軍事都市）と呼ばれた。868年にアル・アスカルの北側、イブン・トゥールーン・モスクを中心に、ヤシュクルの丘、ムカッタムの丘、サイイダ・アル=ナフィーサ・モスクに囲まれた地域が分割され、アル・カターイが新設された。905年、アル・カターイは破壊され、再び、エジプトの首府の機能をフスタートは帯びるようになった。970年アル・カターイの北東1kmの地点に新首都アル・カーヒラ（カイロ）が建設されると、アル・フスタート、アル・アスカル、アル・カターイの三都市は再び一つの都市と見なされるようになり、アル・フスタートは、アル・カーヒラに対してミスルと呼ばれるのが一般的となった。1168年、シャーワルがカイロにその機能を移すまで、フスタートはエジプトの中心となった。カイロはミスルとも呼ばれるが、ファーティマ朝時代にあっては、ミスルはフスタートの方を指した。

## 名前の由来

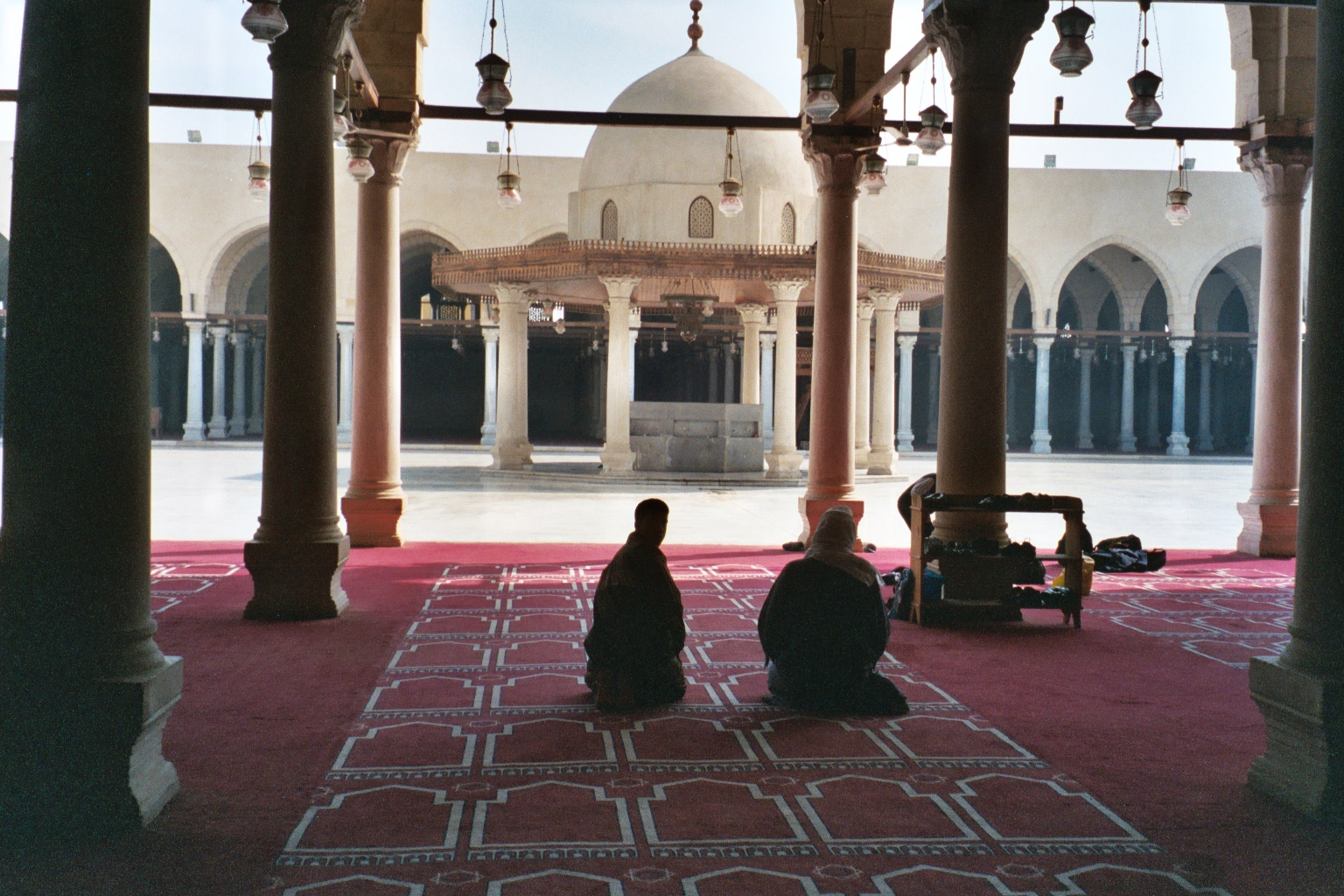
アムル・イブン・アル＝アース・モスク。現在のモスクは、1168年の破壊で喪失しており、再建されたものである。

フスタートの名前の由来は、アラビア語で大きなテント、あるいはパビリオンを意味するfusṭāṭである。伝説によれば、フスタートの場所を選んだのは一羽のハトだという。アムル・イブン・アル＝アースがアレクサンドリア攻略の際に宿営していたテントに一羽のハトが営巣し、抱卵していた。アムルの宿営地は、ローマ帝国が建設したバビロン要塞の北側にあった。アムルはハトの抱卵を神の啓示と宣言し、宿営地をそのまま残し、アレクサンドリア攻略のために、進軍を開始した。アレクサンドリア攻略後、アムルは、宿営地をエジプトの首都とし、都市の名前をフスタートにすることを自らの部下に伝えた。

## 繁栄の時代
数千年の間、エジプトの首都は、ナイル川流域を転々としていた。テーベ、メンフィスといった都市が一例として挙げられるが、エジプトはそれだけ、ナイル川に依存していることの証左でもある。
紀元前331年、アレクサンドロス3世がエジプトを征服すると、彼の名前にちなんだ都市がナイル川河口に建設された。それが現在のアレクサンドリアである。アレクサンドリアがエジプトの政治、経済、宗教、文化の中心であった時代は、それ以降、641年、イスラーム勢力（アラブ人）がアレクサンドリアを陥落させるまで続いた。ウマルの命令を受けていたアムル・イブン・アル＝アースは、ナイル川東岸に新しい都市を建設した。
フスタートの初期の人口のほとんどが、戦士とその家族で占められており、都市のレイアウトは要塞に似ていた。アムルの考えは、フスタートを北アフリカ及び東ローマ帝国の攻略の拠点とすることであった。フスタートが北アフリカ攻略の拠点であり続けたのは、670年にチュニジアの地にケルアンが建設するまで続いた。
フスタートには、642年にアフリカ最古のモスクであるアムル・イブン・アル＝アース・モスクが建設され、その周辺には役所が建設された 。フスタートへの移住者はイエメンからのグループが最大であり、アラビア半島西部からのグループがそれに続いた。また、ユダヤ人やローマ人の商人もフスタートに居住していた。アラビア語がエジプトにおいて最も使用される言語となったが、8世紀までは、旧来のコプト語が使用されていた。
フスタートはウマイヤ朝時代には、エジプトにおける支配の中心であった。エジプトそれ自体が大きな経済力を保有していたこともあり、ダマスカス、マディーナ、バグダードといったイスラーム世界の中心地から派遣された総督が、エジプトを統治していた。9世紀には、フスタートの人口は12万人に達していた。
チュニジアを本拠地とするファーティマ朝カリフ・ムイッズの命を受けた将軍ジャウハルは、エジプトを攻略すると、969年、新しい都市をフスタートの北3キロメートルの所に、カリフのための宮殿都市を建設した。勝利の都を意味する「アル・カーヒラ」と呼ばれるこの都市が現在のカイロの始まりである。
971年、ムイッズは、チュニジアのアル・マンスリーヤ（ケルアン近郊の都市）から宮廷をカイロに移したことで、事実上、エジプトの首都はカイロとなった。とはいえ、当時のカイロは、首都としての設計を意図されておらず、カイロにあるのは、宮廷、法廷、軍隊の駐屯地のみであり、フスタートは経済上のエジプトの首都としての機能を失うことはなかった。フスタートの繁栄は続き、987年にエジプトを訪れた地理学者のイブン＝ホウカルは、「フスタートはバグダードのおおよそ3分の1である」と記述した。1168年までに、フスタートの人口は20万人までに成長していた。
フスタートの繁栄振りを示すものとして、ハディーブ・バグダーディーは、ジャーヒズの言葉を自らの著である『バグダード史』で以下のように記した。

「技術はバスラにあり、雄弁はクーファに、良きことはバグダードに、裏切りはレイに、ねたみはヘラートに、粗野はニーシャープールに、強欲はメルブに、自慢話はサマルカンドに、男らしさはバルフに、そして商売は〔エジプトの〕フスタートにある」

フスタートの都市の風景には、影を織り成す通り、庭園、市場、そして、数多くの旅行者が記す高層住宅があった。フスタートの高層住宅の一部は7階建てのものもあり、その住宅には数百人の人々が居住していた。10世紀には、アル・ムカッダシーは、フスタートの高層住宅をミナレットのようであると記述している。また、11世紀初頭のナシル・フスローは、フスタートの高層住宅の一部が14階建てであることを記述している。また、その高層住宅の天井部分は庭園が造られており、庭園への給水のために、牛が曳く水揚げ車も整備されていた。
ペルシャ人の旅行者であるナースィル・ホスローは、フスタートの市場のエキゾチックで美しい製品について、自らの旅行記で、市場には、虹色の陶器、水晶、多くの果物と花々があふれており、たとえ冬の期間でもそれが途切れることはなかったと述べている。975年から1075年の100年間において、フスタートは、イスラーム美術及びイスラーム陶器の最重要生産センターであり、当時の世界ではもっとも、裕福な都市であった。
現代の考古学の調査では、フスタートで発掘される工芸品はスペイン、中国、ベトナム産のものも見つかっている。また、考古学の調査が明らかにしたことは、フスタートに建設された住宅は、中庭を保有しており、中庭にたどり着くまでの通路にはアーケード建築が採用されていた。

## 破壊と廃墟化
1100年代中葉、ファーティマ朝のカリフは、10代のアーディドであった。しかし、アーディドの地位はあくまでも儀礼上だけのものに過ぎず、実権は宰相シャーワルが保有していた。シャーワルは、キリスト教勢力及びシリアのカリフであるヌールッディーンの勢力をエジプトから排除するように努めてきた。シャーワルの努力が、エジプトをこの2つの勢力の軍事的成功を妨げてきたと言って良い。
しかし、1168年、エルサレム王国国王アモーリー1世が十字軍の勢力範囲を拡大するために、エジプトへの侵攻を開始した。ついには、アモーリーのエジプト侵攻は、成功に終わり、アモーリーの軍隊は、ナイル川河畔の要塞都市ビルベイスを攻略し、ビルベイスの住民を大量虐殺すると、その軍隊は、フスタートへの進軍を開始した。アモーリーとその軍隊は、フスタートの南方で宿営を開始し、当時18歳のカリフであったアーディドにフスタートの降伏あるいはフスタートをビルベイスの不幸の再来とどちらを選択するかという書簡を送った。アモーリーの攻撃が切迫していた状況を見た宰相シャーワルは、アモーリーの軍隊を撃退するために、フスタートに火を放つことを命令した。
シャーワルの命令により、フスタートは灰燼と化した。その後、シリアより軍隊が到着し、アモーリーの軍隊を追い払うことに成功した。しかし、このシリアの軍隊は、そのまま、エジプトに駐屯し、ファーティマ朝は滅亡した。その後のエジプトは、ヌールッディーンの甥であるサラーフッディーンが統治することとなった。アイユーブ朝の始まりである。
アイユーブ朝時代には、経済の中心もフスタートの北にあるカイロに移った。サラーフッディーンはカイロとフスタートを1つの都市とすべく、城壁の建設を試みたが、その試みは失敗に終わった。
マムルーク朝時代には、フスタートの地区は、それでもなお数千人規模のコミュニティを維持していたが、ゴミ捨て場として使用されるようになり、徐々に、その人口を減らしていくことと反対に、ゴミは数百年の間、積み上げられていった。

## 現在のフスタート（オールド・カイロ）

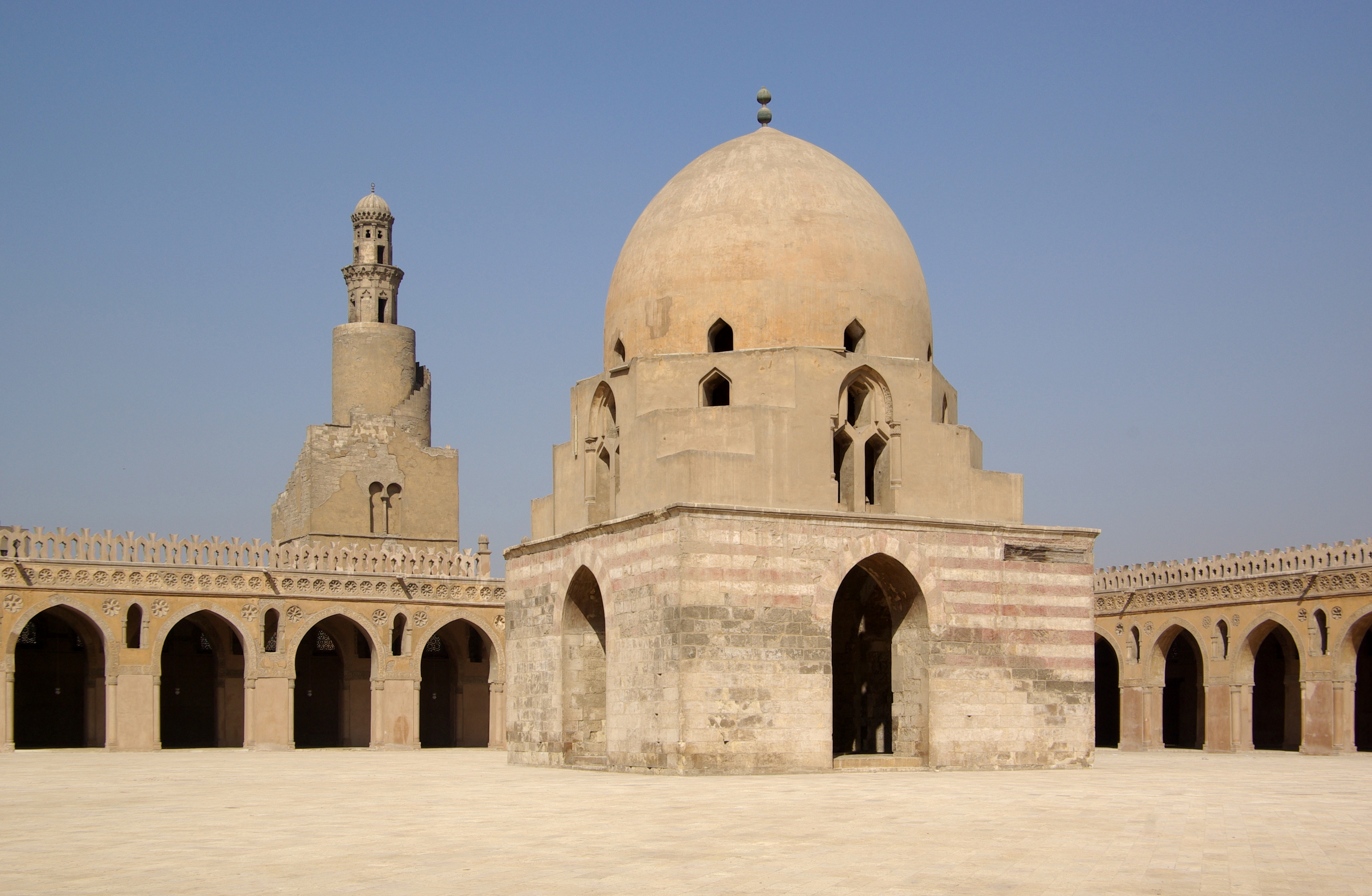
イブン・トゥールーン・モスク。唯一、オールド・カイロで12世紀以前に建設された建築物で現存する建築物である。

今日のフスタートは、アル・アスカル、アル・カターイとともに、カイロの旧市街の一角をなす。とはいえ、当時の建築物で現存しているものは少なく、荒れるままに放置されると同時に、一部ではゴミ捨て場と化している。
これらの3つの地区で現存する建築物で最も古い建築物は、9世紀に建設されたイブン・トゥールーン・モスクである。イブン・トゥールーン・モスクは、アル・カターイを都に置いたトゥールーン朝のアフマド・イブン・トゥールーンによって建設したモスクである。アムル・イブン・アル＝アース・モスクは、アフリカ最古のモスクであり、現在も使用されているモスクではあるが、シャーワルの放火によって、建築物の歴史を一度中断しており、現在のモスクは放火後に再建されたものである。それ以外の建築物は見ることが出来ない。
更なる考古学上の発見がフスタートでは行われると考えられており、発掘作業は現在も続いている。数百年の間に積み上げられてきたゴミの山の下には、放火前のフスタートの姿がそのまま保存されていると考えられている。何回かの考古学調査によって、道路がまだ鮮明に残っていることが明らかになっており、いくつかの建物が部分的ではあるが再建作業が実施された。今日のフスタートはスラム街に近接しているため、フスタート考古遺跡に近づくことは難しくまた危険であるが、発掘された考古物はカイロにあるイスラーム美術博物館で展示されている。

## 関連文献
以下に記すのは、英語版に記されているものであり、日本語版作成に当たり、直接、参考にはしていません。
- Bacharach, Jere L. (2004). Fustat Finds: Beads, Coins, Medical Instruments, Textiles, and Other Artifacts from the Awad Collection. American University in Cairo Press. ISBN 977-424-393-5
- Barekeet, Elinoar (1999). Fustat on the Nile: The Jewish Elite in Medieval Egypt. BRILL. ISBN 9004101683
- Kubiak, Wladyslaw (1987). Al-Fusṭāṭ, its foundation and early urban development. Cairo, Egypt: American University in Cairo Press. ISBN 9774241681
- Scanlon, George T. (1974). “The Pits of Fustat: Problems of Chronology”. The Journal of Egyptian Archaeology 60:  60–78. doi:10.2307/3856171.
- Scanlon, George T.; Pinder-Wilson, Ralph (2001). Fustat Glass of the Early Islamic Period: Finds Excavated by the American Research Center in Egypt, 1964-1980. Altajir World of Islam Trust. ISBN 1901435075
- Stewart, W. A. (July 1921). “The Pottery of Fostat, Old Cairo”. The Burlington Magazine for Connoisseurs 39 (220):  11–13 + 16–18.
- Williams, Caroline (2002). Islamic Monuments in Cairo: The Practical Guide. American University in Cairo Press. ISBN 9774246950

座標: 北緯30度00分 東経31度14分 / 北緯30.000度 東経31.233度